# 高島來亜
高島 來亜（たかしま らいあ、2005年3月23日 - ）は、ジャパンラグビーリーグワン豊田自動織機シャトルズ愛知に所属するラグビー選手。

## プロフィール
- ポジションはスクラムハーフ(SH)、ウィング(WTB)[1]。
- 身長 184 cm、体重 77 kg
- ニックネームはらいあ。
- U20日本代表に選ばれたことがある[2]。

## 来歴
2023年、東海大大阪仰星高校卒業後、豊田自動織機シャトルズ愛知に加入。同年12月10日に行われたJAPAN RUGBY LEAGUE ONE第1節日本製鉄釜石シーウェイブス戦にて途中出場でリーグワン公式戦初出場を果たした。
なお同試合18歳8カ月17日で試合出場してリーグワン最年少出場記録更新。